# Cédric Duchesne
Cédric Duchesne, né à Caen le 12 octobre 1975, est un footballeur français.

## Biographie
Formé au SM Caen, ce gardien de but n'est jamais aligné en équipe première. Alors qu'il est la doublure de Luc Borrelli lors de la saison 1995-1996 (en Division 2) et que ce dernier se blesse pour plusieurs semaines, le club caennais obtient le prêt de Claude Barrabé pour assurer l'intérim plutôt que de confier les buts à son jeune espoir. Il fut international espoir français[réf. nécessaire].
Parti au FC Istres, en championnat National, il y joue trois saisons avant de signer à l'US Créteil-Lusitanos, où il dispute 47 matchs de Division 2 entre 1999 et 2002. Il défend ensuite pendant cinq saisons les buts du Nîmes Olympique, en National. Après une première période de chômage, il signe en janvier 2008 pour six mois au FC Martigues, qui est relégué en CFA.
En avril 2004, il rencontre, en présence de la presse nationale, le jeune Brandon Doméon, atteint d'une maladie orpheline.
En janvier 2009, il signe à l'ES Uzès Pont du Gard, club de CFA2, mettant ainsi entre parenthèses sa carrière professionnelle, et prépare sa reconversion dans l'encadrement sportif de club professionnel.
Il arrête sa carrière de footballeur avec son dernier club Uzès Pont Du Gard en 2011 pour ouvrir le Dôme Du Foot à Bouillargues.[réf. nécessaire]

## Parcours
- 1993-1996 :  SM Caen (réserve)
- 1996-1999 :  FC Istres (Nat.)
- 1999-2002 :  US Créteil-Lusitanos (D2)
- 2002-2007 :  Nîmes Olympique (Nat.)
- janvier 2008-2008 :  FC Martigues (Nat.)
- janvier 2009- :  ES Uzès Pont du Gard (CFA2 puis CFA)